# Ellas son así
Ellas son así fue una serie española emitida por Telecinco en 1999. Aunque estaba protagonizada por varias de las actrices de más reconocimiento en España, no obtuvo éxito de audiencia y se emitió de ella únicamente dos temporadas, siendo la segunda reducida a una duración de 30 minutos por episodio al estilo "sitcom" americana. El proyecto, cuyo guion y dirección estuvieron a cargo de Chus Gutiérrez, le mereció a la andaluza el Premio Meridiana del Instituto Andaluz de la Mujer por ser una iniciativa pionera en hacer visibles a las mujeres.

## Argumento
La serie trata sobre Paula, Ana, Nuria y Eva Rosales, cuatro hermanas muy diferentes entre sí que decidían reabrir el restaurante El Placer, propiedad de su familia, tras la muerte de su padre.

## Reparto
El elenco estaba encabezado por Maribel Verdú, María Barranco, María Adánez y Neus Asensi.
Destacan también Enrique San Francisco (Octavio), Luis Cuenca (Lucio), Santiago Ramos (Gandarias), Manuel Millán (Gutiérrez), Fernando Ramallo (Jaime), Víctor Elías (Nico), Patxi Freytez (Jero) y Juan Carlos Vellido (Rafa), Mary Carmen Ramírez (Madre) con papeles secundarios, entre otros.

## Episodios
- El placer
- Qué fantástica, fantástica esta fiesta
- Cocinando con su enemigo
- Madre no hay más que una
- Catering mi amor
- Mientras dormías
- Miénteme, pero dime que me quieres
- Crisis, ¡qué crisis!
- Cosas de mujer
- Y los sueños, sueños son
- Tan cerca, tan lejos
- Ahora o nunca
- De repente un extraño
- Maldito parné
- Tan lejos, tan cerca
- Ahora o nunca
- Si el amor llama a tu puerta...
- De repente, un extraño
- Franqueo para el más allá
- El precio justo
- Eclipse de Luna
- Panda chorizas
- Cuatro hermanas para un milagro
- Poquer de hermanas

## Audiencias
La serie tuvo una media durante de 3,4 millones de espectadores y su cuota de pantalla rondó el 20%.

## Premios
‘Premio Meridiana’ del ‘Instituto Andaluz de la Mujer’ 1999

## Enlaces
- Factoría de Ficción (enlace roto disponible en Internet Archive; véase el historial, la primera versión y la última).
- IMDb
- Digital Plus (enlace roto disponible en Internet Archive; véase el historial, la primera versión y la última).
- La Guía TV (enlace roto disponible en Internet Archive; véase el historial, la primera versión y la última).

- Datos: Q5829752